# Pawel Pogorzelski
Pawel Pogorzelski, né le 30 juillet 1979 à Włocławek,, est un directeur de la photographie polonais.
Il collabore généralement avec Ari Aster, l’ayant suivi sur toutes ses œuvres, y compris Hérédité, Midsommar et Beau Is Afraid.

## Biographie
Pawel Pogorzelski est né en 1980 à Włocławek en Pologne,. À l’âge de deux ans, il part immigrer avec ses parents à Montréal où il grandit,.
En 2004, il obtient son diplôme de communication et médias à l’université Concordia à Montréal.
En 2005, il commence sa carrière en tant que directeur de la photographie avec son premier film de science-fiction canadien Sigma de Jesse Heffring.
En 2008, il s’installe à Los Angeles en Californie. Il y rencontre pour la première fois Ari Aster au conservatoire de l’American Film Institute, avec qui il travaille sur plusieurs courts métrages tels que Munchausen (2013), Basically (2014),  The Turtle's Head (2014) et C'est la vie (2016),,.
Avec Ari Aster, il collabore à son premier long métrage Hérédité (Hereditary, 2018) et à son second Midsommar (2019).

## Filmographie

### Cinéma
- 2005 : Sigma de Jesse Heffring
- 2006 : The Forgotten Ones de Jesse Heffring
- 2012 : Underneath de Susan Fuda
- 2014 : La Ferme des humains de Onur Karaman
- 2014 : Waiting in the Wings: The Musical de Jenn Page
- 2014 : The 10 Year Plan de J.C. Calciano
- 2015 : Patchwork de Tyler MacIntyre
- 2016 : We're Still Together de Jesse Noah Klein
- 2016 : Boost de Darren Curtis
- 2016 : Ifeel de Ludwig Ciupka
- 2017 : Tragedy Girls de Tyler MacIntyre
- 2018 : Hérédité (Hereditary) d’Ari Aster
- 2019 : Midsommar d’Ari Aster
- 2021 : Nobody d'Ilya Naishuller
- 2022 : Fresh de Mimi Cave
- 2023 : Beau Is Afraid de Ari Aster

#### Prochainement
- 2023 : Blue Beetle d'Angel Manuel Soto

### Courts métrages
- 2006 : Pretty Dresses d’Ivan Kyambadde
- 2007 : Speakeasy de Marc Wiltshire
- 2009 : Joyland d’Adam Cosco
- 2009 : Parking Space de David Bitton
- 2010 : Mama's Will de George Maynard
- 2010 : Dating de Joe Burke
- 2011 : The Strange Thing About the Johnsons d’Ari Aster
- 2011 : Sweetest Kill de Claire Edmondson
- 2011 : Wacko Jacko de Moe Irvin
- 2011 : Conflicto d’Angel de Santi
- 2012 : Anonymous (Street Meat) de Migdia Skarsgård Chinea
- 2012 : The Last Ghost Dancer de Dylan Bell
- 2012 : Kninth Floor de Migdia Skarsgård Chinea
- 2013 : Snailhouse: I Never Woke Up de Jared Raab
- 2013 : The Pamplemousse de Jonathan Watton
- 2013 : Munchausen d’Ari Aster
- 2013 : After Lilly d’Aaron Webman
- 2014 : Basically d’Ari Aster
- 2014 : The Lord of Catan de Stuart C. Paul
- 2014 : Remora de Dylan Bell
- 2014 : The Turtle's Head d’Ari Aster
- 2014 : The Baddest Part d’Adam Azimov
- 2014 : Patchwork de Tyler MacIntyre
- 2015 : Slips de John Hudson
- 2016 : Red Sun Rising: Emotionless de Dylan Bell
- 2016 : Code Blue: A Love Story de Susan Dynner
- 2016 : No Other Like You de John Hudson
- 2016 : C'est la vie d’Ari Aster
- 2016 : Bedtime Routine de John Hudson
- 2017 : Verone de Lorne Hiltser
- 2017 : Harts: Peculiar de Dylan Bell
- 2017 : On This Night de S.K. Dayne
- 2018 : The Monster Within de Ghislain Ouellet et Lael Stellick

### Séries télévisées
- 2013 : JewDate (8 épisodes)
- 2014 : Palo Alto
- 2016 : The Commute (9 épisodes)
- 2019 : Home Videos (documentaire)